# Czarado de Vidin
O Czarado de Vidin (em búlgaro:  Видинско (Бдинско) царство - Vidinsko (Bdinsko) tsarstvo) foi um estado medieval búlgaro cuja capital era a cidade de Vidin. Inicialmente, em 1257, o senhor feudal Rostislau III da Novogárdia, que havia sido proclamado tsar em Tarnovo, se retirou para Vidin, onde estavam suas terras. Em 1356, o tsar João Alexandre separou o domínio de Vidin da coroa búlgara e nomeou seu filho mais velho, João Esracimir (r. 1356-1396) como monarca absoluto em Vidin.
Em 1365, cruzados do Reino da Hungria invadiram e ocuparam Vidin, mas por pouco tempo, pois, já em 1369, um campanha conjunta de valáquios e búlgaros conseguiu expulsar os húngaros. Porém, em 1393, a Tarnovo caiu e a Bulgária foi conquistada pelos otomanos. Logo em seguida caíram o Principado de Dobruja, Prilepo e Velesbudo também e o Czarado de Vidin era o último reino ainda governado por búlgaros em toda a península Balcânica. Porém, a independência não durou muito. Em 1396, Esracimir enviou soldados para ajudar uma coalizão de forças cristãs contra os otomanos. Depois da derrota em Nicópolis, na cidade de Nicópolis, Vidin finalmente caiu frente às forças do sultão Bajazeto I.